# 田井和彦
田井 和彦（たい かずひこ、1976年9月7日 - ）は、日本のアクション俳優。以前は超星神シリーズのスーツアクターも経験した。女形も経験したことがある。
『超星艦隊セイザーX』で共演した森川由加里のファンでコンサートによく行っている。

## 出演

### テレビドラマ
- 超星神グランセイザー（2003年） - セイザートラゴス、ラディアX、ゴルフィン星人、ボスキート 役
- 幻星神ジャスティライザー（2004年） - ドクターゾラ、ゼネラル・バッカス、コマンダー・アドロクス、レジェンダー・ドレイク、司令室オペレーター 役
- 超星艦隊セイザーX（2005年） - イーグルセイザー、サンドストーム（声） 役
- ウルトラマンメビウス 第21話・第22話（2006年） - アランダス号船員 役
- 神話戦士ギガゼウス（2011年）

### 映画
- 劇場版 仮面ライダーディケイド オールライダー対大ショッカー（2009年）

### 舞台
- Be Withプロデュース VOL.12「ROMEO×JULIET」（2010年6月17日 - 20日、シアターグリーン BOX in BOX THEATER）
- engin 第一回舞台公演「engin版 品川心中」（2010年7月30日 - 8月4日、 品川六行会ホール）
- Be Withプロデュース VOL.15「灰とダイヤモンド ASHES AND THE DIAMOND」（2011年2月16日 - 20日、ワーサルシアター）
- Be Withプロデュース VOL.16「ROMEO×JULIET～legend of painful heart」（2011年3月24日 - 27日、中目黒キンケロシアター）
- Be Withプロデュース VOL.18 「Blood Heaven ～第七天国」（2011年6月23日 - 26日、中目黒キンケロシアター）
- Be Withプロデュース VOL.21「"THE LONG KISS★GOOD NIGHT"番外編 Snow flake」（2011年12月15日 - 18日、シアターグリーン BASE THEATER）
- Be Withプロデュース VOL.23「Night on the Planet ～Romantic memory」（2012年4月20日 - 22日、シアターグリーン BIG TREE THEATER）